# Pola (possessió)
Pola és una possessió del terme municipal d'Algaida a Mallorca. Antigament per la part de tramuntana feia partió amb la possessió de Sa Mata Escrita; a llevant, amb les de Son Piris i Son Reus de Rufassa; a migjorn, amb el terme de Llucmajor, i a ponent, amb la possessió d'Albenya per l'annexionada Barcaix.
El seu nom primitiu era Paula, la qual cosa denota el seu origen llatí i la possibilitat que sigui anterior a la Conquesta catalana. Amb el nom de Paula figura en el Llibre del Repartiment de Mallorca. Per aquell temps tenia quatre jovades d'extensió i fou assignada als Cavallers Templaris; per això, segons la creença popular, la façana està orientada envers Jerusalem. Hi ha indicis suficients per afirmar que aquesta possessió i la de Sa Mata Escrita, pertanyeren a la família de Ramon Llull i, segurament, la solitud d'aquells paratges foren font per a la seva inspiració literària. Aquests documents pareix que demostren que les terres de Ramon Llull confrontaven amb el terme de Llucmajor, cosa que succeïa pel puig de Pola, que és el darrer contrafort, en direcció a Montuïri, del massís de Randa.

## Construccions
Les cases de Pola des de l'any 1914 estan deshabitades i amenacen ruïna imminent. A la part posterior de les cases hi havia un molí fariner de sang, cobert per una porxada avui ruïnosa. Davant les cases hi ha les ruïnes de l'antic forn de coure pa i unes solls de porcs cobertes de volta, avui en desús. A la part posterior tenien també l'estable per a les bèsties de càrrega. També vora el portal forà hi ha un antiquíssim pou de paret seca i al darrere unes piques intercomunicades, que eren utilitzades per premsar-hi el raïm i fer vi casolà.